# لطفی بن سلیمان
لطفی بن سلیمان (انگلیسی: Lotfi Ben Slimane؛ زادهٔ ۲۱ مارس ۱۹۶۴) بازیکن والیبال اهل تونس بود.